# Невротрансмитер
Невротрансмитер е химическо сигнално вещество на нервната система.
Примери за невротрансмитери са допамин и норадреналин (норепинефрин).

## Невротрансмитер или хормон?
Обозначенията „невротрансмитер“ и „хормон“ са условни. Някои вещества могат да бъдат класифицирани и в двете категории. Класически пример за това е серотонинът.
Приема се, че хормоните са вещества, които се отделят от жлези и се транспортират по кръвоносната система до малко или много отдалечени органи, чиято функция модулират. За разлика от тях, невротрансмитерите се отделят от нервни клетки (неврони) в непосредствена близост до „целта“ (други нервни клетки), която достигат директно.